# Восточный институт (Владивосток)
Восточный институт
Восточный институт — высшее учебное заведение, основанное 21 октября 1899 года во Владивостоке для изучения восточных языков и стран с целью подготовки кадров для административных и торгово-промышленных учреждений Дальнего Востока. Просуществовало до 1920 года.
Первым директором Восточного института стал профессор А. М. Позднеев (1899—1903). Вторым директором был Д. М. Позднеев (1904—1906), третьим — А. В. Рудаков (1906—1917).

## История
Хотя идею открытия во Владивостоке института поддерживал ещё Александр III, при его жизни её реализовать не удалось. Восточный институт был основан по Высочайшему указу императора Николая II, который был подписан 9 июля 1899 года. Несколькими днями ранее император удостоил аудиенции учёного-востоковеда Алексея Матвеевича Позднеева, во время которой государь попросил профессора принять должность директора института и выразил надежду, что новое учебное заведение сможет дать России сведущих деятелей Дальнего Востока. Предполагалось, что в институте будет проходить подготовка будущих дипломатов, военных, финансистов и религиозных деятелей, владеющих восточными языками.
Основными изучаемыми предметами стали языки народов Дальнего Востока: китайский, японский, маньчжурский, корейский и монгольский. Кроме того, в учебном курсе присутствовали такие дисциплины как география, счетоводство и товароведение, история и политическая организация восточных государств, английский и французский языки и юриспруденция.
Спортзал института на тот момент был единственным спорткомплексом в Дальневосточной части страны. В начале XX века Восточный институт стал первым в России учебным заведением и вообще первым учебным заведением за пределами Японии, на спортивной базе которого велось обучение студентов приёмам джиу-джитсу.
Во время Русско-японской войны институт был переведён в город Верхнеудинск. Занятия в Верхнеудинске начались 4 февраля 1905 года. 15 февраля (по новому стилю) 1905 года студенты Восточного института составили резолюцию. 6 марта 1905 года студентам института объявлена телеграмма исполняющего должность Приамурского генерал-губернатора генерала М. С. Андреева о прекращении занятий в Восточном институте: 1) занятия и чтения лекций в Вост. институте прекращаются, 2) все студенты и вольнослушатели увольняются из института за подачу дерзкой и оскорбительной для профессоров резолюции, 3) вольнослушатели-офицеры отчислятся в свои части войск. В феврале 1906 года при институте была основана собственная типографии, открытие которой позволило «заполнить пробелы» в издании журнала «Известия». В издании освещались новости общественно-политической жизни Монголии, Китая, Кореи и Японии, а также научные статьи преподавателей института. Особенно заметный вклад в научную деятельность института внесли китаист Пётр Петрович Шмидт и монголист Гомбожаб Цэбекович Цыбиков.
C 1918 года Восточный институт, не справившись с финансовым крахом, начал распадаться. На базе этого института стали образовываться частные вузы (историко-филологический факультет, высший политехникум, юридический факультет, восточный факультет). Все они были возглавлены бывшими профессорами Восточного института.
Временное правительство — Приморская областная земская управа — своим постановлением № 220 от 17 апреля 1920 года объединило Государственный Восточный институт и все отделившиеся его факультеты в Государственный дальневосточный университет (ГДУ).

## Процесс преподавания в Восточном институте
По замечанию А. С. Дыбовского, во владивостокском Восточном институте вся учебно-педагогическая деятельность основывалась на глубокой языковой подготовке и комплексном изучении страны изучаемого языка. Обучение носило не теоретический, научный, а практический характер. Язык рассматривался как необходимый инструмент освоения культуры и экономико-правовой реальности страны. Сама по себе методика разрабатывалась с нуля и отражала личный опыт преподавателей, которые находились в языковой среде будущей специальности, далёкой от разработанных к тому времени классических методик.
Методики Института вплоть до начала 1920-х годов предполагали постоянную работу с носителями изучаемых языков. Они официально именовались «образованными туземцами» (и этот термин свидетельствовал об официальной дискриминации). С 1899 года в институте существовал штат лекторов, которые помогали в углублённом изучении языка и привлекались к составлению и редактированию учебных пособий. Непосредственно с профессором японского языка Е. Г. Спальвиным в 1900—1920 годах работали Маэда Киёцугу, Каваками Хидэо и Мацуда Мамору. Первоначально договор с лектором-«туземцем» был индивидуальным контрактом, впоследствии круг обязанностей был закреплён в Положении об институте и особых правилах, принятых в 1910—1911 годах. Число носителей языка увязывалось с числом принятых студентов, и лектор мог привлекаться по необходимости в воскресные и праздничные дни без сверхурочной платы. Равным образом, лектор не имел права отказываться от работы на дому у профессора-специалиста. Плата не могла превышать 1200 рублей в год, отпуска полагались, но не могли предоставляться два года подряд. Нарушение трудовой дисциплины каралось немедленным увольнением, что приводило к текучке кадров. Единственным преимуществом было предоставление казённой квартиры в здании института.
Занятия в Восточном институте включали два основных блока: утренние занятия, проводимые профессором или лектором, и послеобеденные — только с лектором. К самостоятельной работе студентов также мог привлекаться лектор. Вводные занятия, в том числе практические, на которых объяснялся и прорабатывался новый материал, осуществлялись профессором. Второй блок занятий полностью замещался лекторами и состоял в индивидуальной проработке поданного на утренних занятиях материала: пересказ или перифраз прочитанного, беседы на темы изученного материала на восточном языке. Сюда же относилось освоение иероглифики и упражнения в каллиграфии. В рутинные занятия студентов входили также переводы или компилятивные переработки текстов на английском, немецком или французском языках. На первом году обучения утренних занятий было от трёх до четырёх, послеобеденные включали два часа попеременных упражнений в китайском и английском языках, которые для первокурсников были обязательны на всех отделениях. На старших курсах число утренних занятий возрастало до четырёх-пяти. Продолжительность одного урока равнялось одному астрономическому часу. Ввиду большой нагрузки во время русско-японской войны профессор Е. Г. Спальвин даже предлагал нанять второго лектора исключительно на время учебного года (1 сентября — 2 мая). Конференция института это решение одобрила, но не удалось найти желающих из-за ненормированного рабочего дня и малой зарплаты. Дискриминация выражалась, например, в недопущении лекторов на дежурства по общежитию (с отдельной оплатой), поскольку «самый учёнейший из этих иностранцев будет стоять по степени своего развития гораздо ниже любого из наших студентов», как было сказано в одном из постановлений конференции за 1906 год. Дискриминационные ограничения были сняты только при открытии Государственного дальневосточного университета, когда в 1921 году нагрузка лекторов была полностью интегрирована с сеткой часов недельной нагрузки. Она не должна была превышать 24 часов в неделю.

## Здание
В наши дни здание Восточного института на Пушкинской улице, 10 — объект культурного наследия России федерального значения. В нём располагается административный корпус ДВФУ.